# Michael P. Ghiglieri
Michael Patrick Ghiglieri (născut în 1946) este un autor de cărți de non-ficțiune, antropolog, ecolog, explorator, pedagog, profesor de antropologie și om de știință american, cel mai cunoscut publicului larg pentru cartea sa din 1999 The Dark Side of Man - Tracing the Origins of Male Violence (în traducere, Partea întunecată a omului. În căutarea originii violenței masculine), care a fost publicată în multiple ediții.

## Biografie

### Educație, viață științifică, explorator
Cariera științifică și-a început-o ca student al faimoasei antropoloage și primatoloage britanică Jane Goodall. În 1979, după absolvirea cursurilor universitare la California State University, Hayward, a obținut doctoratul în ecologie biologică (conform, University of California, Davis Doctor of Philosophy (Ph.D.), Biological Ecology 1974 – 1979) la University of California at Davis, pentru muncă de pionierat în comportamentul cimpanzeilor studiați în Parcul Național al pădurii Kibale din Uganda.
În anii care au urmat a predat diferite cursuri despre comportamentul primatelor, incluzând comportament comparativ al primatelor și oamenilor. De asemenea a organizat, condus și predat cursuri semestriale de "teren" în Kenya, Insulele Turks & Caicos, Palau, Far North Queensland, precum și în Insula Vancouver. În același timp, având propria sa companie de turism activ (OARS, Inc.) a întrprins circa 660 de excursii comerciale pe râuri (așa numitele whitewater trips) și drumeții montane comerciale în Etiopia, Java, Kenya, Papua Noua Guinee, Peru, Rwanda, Statele Unite ale Americii, Sumatra, Tanzania și Turcia. Printre acestea se includ peste 140 de excursii de circa două săptămâni în Marele Canion al fluviului Colorado și mai multe ascensiuni complete pe muntele cel mai înalt din Africa, Kilimanjaro.
Între anii 1988 și 1999, Michael Ghiglieri a fost profesor asociat de antropologie al Northern Arizona University din Flagstaff, Arizona , după care s-a retras din activitatea didactică.

### Viață personală
A crescut în localitatea Lake Tahoe, statul Nevada, crescut fiind de o bunică foarte tânără, de 49 de ani. În timpul erei războiului din Viet Nam a slujit în armata Statelor Unite ca sergent (U.S. Army sergeant).
Actualmente locuiește în Flagstaff, statul Arizona, împreună cu soția sa Susan și cei trei copii ai lor. Este unul din voluntarii Echipei de salvare a departamentului șerifului comitatului Coconino (conform, "volunteer for Raiders and Rescue Team in the Coconino County Sheriff Department").